# Saul Raiz
Saul Raiz (Curitiba, 19 de janeiro de 1930 – Curitiba, 3 de dezembro de 2021) foi um engenheiro e político brasileiro filiado ao Partido Social Democrático (PSD).

## Vida pessoal e formação acadêmica
Nascido em Curitiba, era filho do casal de judeus poloneses Etla e Leizor Raiz. Frequentou o Colégio Estadual do Paraná, formou-se em engenharia pela Universidade Federal do Paraná (UFPR) e estudou urbanismo na França em 1952. Foi casado com Mirthe, e juntos tiveram duas filhas: Rosana e Vanessa.
Faleceu em 3 de dezembro de 2021, após ser internado no Hospital Nossa Senhora das Graças, devido a Doença de Alzheimer.

## Carreira profissional e política
Em 1950 Saul Raiz começou como auxiliar de topógrafo na Prefeitura de Curitiba e foi Diretor de Urbanismo de 1954 a 1958, período que foi elaborado o Plano Diretor da Cidade durante a gestão de Ney Braga. Foi responsável pelo projeto original do Mercado Municipal de Curitiba no início da década de 1950.
Em 1960, participou da coordenação da campanha eleitoral de Ney Braga ao governo do estado. Em 1961 como Diretor-Geral do Departamento de Estradas e Rodagem (DER-PR) comandou a construção da Rodovia do Café no Governo Ney Braga. Em 1965 assumiu a coordenação do Grupo Executivo de Integração da Política de Transportes (GEIPOT). Em fevereiro de 1966 assumiu a Secretaria de Viação e Obras Públicas no governo de Paulo Cruz Pimentel.
Atuou na iniciativa privada, assumindo cargos importantes nos grupos Prosdócimo e Klabin. Na Klabin presidiu o grupo por dez anos.
Em 1981 foi nomeado para assumir a pasta da Secretaria de Desenvolvimento Municipal do governo Ney Braga. Em 1982, Saul se candidatou ao governo do estado pelo PDS, mas foi derrotado por José Richa. Na década de 1990 participou da coordenação da campanha eleitoral de Jaime Lerner ao governo do estado. Em outubro de 2011 filiou-se ao Partido Social Democrático ao lado de Ney Leprevost, presidente do partido no Paraná.

## Prefeitura de Curitiba
O nome de Saul foi indicado para a prefeitura de Curitiba pelo então Governador Jayme Canet Júnior e logo em seguida aprovado pelos deputados estaduais da  Arena. Saul Raiz tomou posse do mandato, substituindo Donato Gulin e foi prefeito de Curitiba de 1975 a 1979.
Seu mandato acompanhou o crescimento da capital paranaense, aprovando um novo zoneamento da cidade e impediu várias construções por questões ambientais. Entre as obras como prefeito, está a canalização do rio Belém, que acabou na época com as enchentes na região central da cidade.